# Abel Douay
Charles Abel Douay (Besançon, 1809. március 2. – Wissembourg, 1870. augusztus 4.) francia tábornok.

## Élete
1844-ben zászlóaljparancsnok volt, 1848-ban Algériában a 8. vadászzászlóaljt vezényelte, 1855-ben a krími háborúban Szevasztopol ostrománál a Malakov-erőd bevételét eredményező sikeres támadásért ezredessé, 1859-ben a solferinói csatában tanúsított vitézségéért dandártábornokká, 1866-ban hadosztálytábornokká nevezték ki. 1869-ben a 7. hadosztály parancsnoka volt Alençonban, majd a saint-cyri katonai akadémia igazgatója lett. A porosz–francia háború kitörésekor az előhadnak kiszemelt 1. hadtest 2. hadosztályának volt parancsnoka. Az első nagyobb ütközetben, a 1870. augusztus 4-i weißenburgi (wissembourg-i) csata során, a Weißenburg magaslatain elesett.